# Nannosciurus melanotis
O Nannosciurus melanotis é uma espécie de roedor da família Sciuridae. É a única espécie dentro do  gênero Nannosciurus. Este esquilo minúsculo é encontrado em florestas de Bornéu, Sumatra e Java. Exceto para suas notáveis esbranquiçadas e pretas marcações faciais, ele lembra o esquilo Exilisciurus exilis.
- Este artigo foi inicialmente traduzido, total ou parcialmente, do artigo da Wikipédia em inglês cujo título é «Black-eared Squirrel», especificamente desta versão.